# Placido Maria Cambiaghi
Placido Maria Cambiaghi B (* 18. September 1900 in Monza; † 18. Dezember 1987 in Rom) war ein italienischer römisch-katholischer Geistlicher und Bischof von Novara.

## Leben
Er empfing am 15. März 1924 in Rom das Sakrament der Priesterweihe.
Am 15. November 1953 wurde er zum Bischof von Crema ernannt. Die Bischofsweihe spendete ihm am 20. Dezember desselben Jahres der Kardinalbischof von Sabina Adeodato Giovanni Kardinal Piazza; Mitkonsekratoren waren Erzbischof Carlo Confalonieri, Sekretär der Kongregation für Seminare und Universitäten, und Giuseppe Piazzi, Bischof von Bergamo. Am 28. Februar 1963 wurde Placido Maria Cambiaghi auf den Bischofssitz von Novara transferiert. Er begann in der Diözese damit, die Beschlüsse des Zweiten Vatikanischen Konzils, an dessen vier Sitzungsperioden er teilgenommen hatte, umzusetzen. Hierzu begründete er einen Priesterrat und andere Gremien.
Placido Maria Cambiaghi trat am 30. Oktober 1971 vom Bischofsamt zurück. Von 1972 bis 1987 arbeitete er für die Kurie der Barnabiten auf dem Gianicolo, Rom. Er war Direktor des nationalen Büros für die Akademikerseelsorge.
Beigesetzt wurde er in der Kathedrale von Novara.